# Apuí
Apuí é um município brasileiro no interior do estado do Amazonas, Região Norte do país. Pertencente à região Região Geográfica Intermediária de Lábrea e Região Geográfica Imediata de Manicoré, localiza-se a sul de Manaus, capital do estado, distando desta cerca de 408 quilômetros.
Ocupa uma área de 54 239,904 km². De acordo com estimativas do Instituto Brasileiro de Geografia e Estatística (IBGE), sua população era de 22 739 habitantes em 2021, sendo assim o trigésimo oitavo município mais populoso do estado do Amazonas.

## História
O nome Apuí provém de uma árvore típica da região amazônica, conhecida como Apuizeiro, em que na língua tupi significa braço forte.
O município de Apuí fica situado na Rodovia Transamazônica, foi criado através do projeto do Deputado Hamilton Cidade e aprovado pelo Governador Amazonino Mendes em 30 de dezembro de 1987, pela Lei nº 826, a área do município de Novo Aripuanã, foi emancipada, passando a constituir o novo município de Apuí.
O Município teve como primeiro administrador municipal o Sr. João Torres Neto, nomeando em 16 de março de 1988, nos termos de Parágrafo Único do artigo 124 da Constituição do Estado, com a redação determinada pela Emenda Constitucional nº 27 de 28 de dezembro de 1987, pelo Governador do Estado do Amazonas Sr. Amazonino Mendes.
Em 3 de novembro de 1989, foi eleito o primeiro prefeito de Apuí, Sr. Vitor César Catuzzo Marmentini e tendo como primeiro presidente da câmara municipal o Sr. Agenor Mates.

## Geografia
Sua população estimada em 2014 foi de 20 258 habitantes.
A área de Apuí na floresta amazônica equivalente ao tamanho de alguns países Europeus, e maior que alguns estados brasileiros.
A geografia do município é rica em belezas naturais, conta com o maior número das mais lindas cachoeiras do estado,e dos Municípios vizinhos.

## Cultura
No município acontecem várias festas características da região norte, sendo elas a de maior importância a EXPOAP (Exposição agropecuária de Apuí) com quase três décadas de existência, é hoje não apenas a principal festa do município, mas também a principal festa do gênero do Estado.
Tal evento, ocorre no mês maio e setembro. Contando com a participação de peões das mais diversas partes do  Brasil, sendo que em maior número e com maior frequência, peões do estado de Rondônia e dos municípios de Humaitá e Manicoré, onde a pecuária também é considerada como atividade principal.
A festa em sua primeira edição, já exibia características econômicas de um próspero cenário econômico no setor agropecuário. O evento aos poucos foi crescendo e recebendo merecida admiração em todo o Amazonas e outros Estados da Região Norte.
O principal destaque da EXPOAP é a modalidade montaria em touros, além dessa outras são tradição na festa, assim como o tiro de laço, vaquejada, prova dos 3 tambores,baliza e uma prova um tanto quanto diferente a motojada.
Essa é a festa onde trás a cultura raiz do município, que tem laços fortes com o campo e graças a força de trabalho desse povo, a cultura sertaneja se tornou uma das mais admiradas no estado do Amazonas.

## Economia
Apuí se destaca entre os municípios do Amazonas devido ao seu grande potencial agropecuário,e sua vasta extensão florestal . Esse potencial produtivo do município se deve à mão de obra especializada dos colonos oriundos de todos os cantos do Brasil que colonizaram essa região nos anos 80.
Com 30 anos de existência (em 2018), Apuí é gerido pela sétima administração municipal e já tem uma população estimada em 21.031 habitantes e produz anualmente, mais de oito mil sacas de café e conta com um rebanho bovino que supera em muito a marca de 100.000 cabeças de gado.
O município dispõe de acessos pavimentados, pois a administração do município entre os anos de 2014 e 2015 pavimentou grande parte das ruas, e construiu calçadas nas principais rodovias do município. a rodovia  que nunca foi pavimentada e a AM-174 até Novo Aripuanã.

## Infraestrutura

### Saúde
Em 2009 o município possuía um total de 6 estabelecimentos de saúde, sendo todos estes públicos municipais ou estaduais, entre hospitais, pronto-socorros, postos de saúde e serviços odontológicos. Neles, não havia nenhum leito para internação. Em 2014, 97,57% das crianças menores de 1 ano de idade estavam com a carteira de vacinação em dia. O índice de mortalidade infantil entre crianças menores de 5 anos, em 2016, foi de 14,22 indicando uma redução em comparação a 1995, quando o índice foi de 47,39 óbitos a cada mil nascidos vivos. Entre crianças menores de 1 ano de idade, a taxa de mortalidade reduziu de 33,18 (1995) para 13,77 a cada mil nascidos vivos, totalizando, em números absolutos, 124 óbitos nesta faixa etária entre 1995 e 2016. No mesmo ano, 30,33% das crianças que nasceram no município eram de mães adolescentes. Conforme dados do Sistema Único de Saúde (SUS), órgão do Ministério da Saúde, a taxa de mortalidade devido a acidentes de transportes terrestres registrou 42,79 óbitos em 2016, revelando um aumento comparando-se com o resultado de anos anteriores, quando não se registrou nenhum óbito neste indicador, além de ser a maior taxa já registrada nos municípios amazonenses. Ainda conforme o SUS, baseado em pesquisa promovida pelo Sistema de Informações Hospitalares do DATASUS, não houve internações hospitalares relacionadas ao uso abusivo de bebidas alcoólicas e outras drogas, entre 2008 e 2017.
A taxa de mortalidade infantil média na cidade é de 17,94 por 1000 nascidos vivos. Em 2016, 66,67% das mortes de crianças com menos de um ano de idade foram em bebês com menos de sete dias de vida. Óbitos ocorridos em crianças entre 7 e 27 dias de não foram registrados. 